# Marasmius subsupinus
Marasmius subsupinus är en svampart som beskrevs av Berk. 1859. Marasmius subsupinus ingår i släktet Marasmius och familjen Marasmiaceae.   Inga underarter finns listade i Catalogue of Life.